# Chorvatsko na Letních olympijských hrách 1996
Chorvatsko se účastnilo Letní olympiády 1996. Zastupovalo ho 84 sportovců (75 mužů a 9 žen) ve 14 sportech.

## Medailisté
| Medaile | Jméno | Sport      | Soutěž      |
| ------- | --- | ---------- | ----------- |
| Zlato   | Patrik Ćavar Valner Franković Slavko Goluža Bruno Gudelj Vladimir Jelčić Božidar Jović Nenad Kljaić Venio Losert Valter Matošević Zoran Mikulić Alvaro Načinović Goran Perkovac Iztok Puc Zlatko Saračević Irfan Smajlagić Vladimir Šuster | Házená     | Turnaj mužů |
| Stříbro | Družstvo mužů | Vodní pólo | turnaj mužů |